# Сарга (Нижньогородська область)
Сарга (рос. Сарга) — село в Краснооктябрському районі Нижньогородської області Російської Федерації.
Населення становить 137 осіб. Входить до складу муніципального утворення Краснооктябрський округ.

## Історія
До травня 2022 року входило до складу муніципального утворення Саргинська сільрада.

## Населення
| 2002 | 2010 |
| ---- | ---- |
| 137  | →137 |